# لبلاباوية
اللبلاباوية (الاسم العلمي: Convolvuleae) هي قبيلة من النباتات تتبع فصيلة اللبلابية من الرتبة الباذنجانيات.

## أجناس اللبلاباوية
- اللبلاب
- (الاسم العلمي:Polymeria)